# Carposina iophaea
Carposina iophaea là một loài bướm đêm thuộc họ Carposinidae. Nó là loài đặc hữu của New Zealand.
Sải cánh dài 18–19 mm. Cánh sau màu xám.
Ấu trùng ăn hạt của Prumnopitys taxifolia. Mỗi ấu trùng ở một hạt.